# شهرستان لیون (آیووا)
شهرستان لیون، آیووا (به انگلیسی: Lyon County, Iowa) شهرستانی در ایالات متحده آمریکا است که در آیووا واقع شده‌است.